# Jack Olesker
Jack Olesker (Chicago, 14 februari 1949) is een Amerikaans scriptschrijver. Hij begon zijn loopbaan met het schrijven van boeken, maar is vooral bekend door zijn werk voor de televisie. Hij schreef, veelal in opdracht van Haim Saban en/of Jean Chalopin, scripts voor meer dan negenhonderd afleveringen van voornamelijk kinderprogramma's. Hij schreef afleveringen voor onder andere M.A.S.K., De Troetelbeertjes, Teenage Mutant Ninja Turtles en Heathcliff.
Olesker schreef het merendeel van de scripts voor The New Adventures of He-Man uit 1990, een mislukte poging om het tekenfilmpersonage He-Man nieuw leven in te blazen. Eveneens verrichtte hij het primaire werk voor de omzetting van de Japanse Super Sentai naar een bewerking geschikt voor de Amerikaanse televisie. Dit werd uiteindelijk de Power Rangers-reeks van Saban Entertainment. Daarnaast deed hij in zijn tijd als hoofd story editor bij DIC Entertainment de bewerkingen voor Lady Lovelylocks en The Popples.